# Гурницький Дмитро Анатолійович
Дмитро Гурницький (24 жовтня 1994) — український плавець. Учасник Чемпіонату світу з водних видів спорту 2017, де в попередніх запливах на дистанції 50 метрів на спині посів 27-ме місце і не потрапив до півфіналів.